# Makokou
Makokou è il capoluogo della provincia Ogooué-Ivindo, nel Gabon nordorientale. La città sorge a 300 metri di altezza sul livello del mare e la sua popolazione è stimata in circa 16 600 abitanti (2004).
Makokou si trova lungo il corso del fiume Ivindo, che dà il nome anche al parco nazionale che sorge nei pressi della città.